# Грегорі Бейтсон
Грегорі Бейтсон (англ. Gregory Bateson; 9 травня 1904 — 4 липня 1980) — британо-американський вчений, роботи якого мають міждисциплінарний характер — вони пов'язані з епістемологією, кібернетикою, теорією інформації, антропологією, теоріями соціалізації і комунікації, екології.
Найбільш відомі роботи Бейтсона опубліковані в його книгах «Кроки до екології розуму» (1972), «Розум і природа: неминуча єдність» (1979) і «Ангели бояться» (1988, написана у співавторстві з дочкою Мері Катрін Бейтсон і опублікована після смерті Бейтсона).
Член асоціації Вільяма Ірвіна Томпсона Lindisfarne Association.

## Біографія

### Дитинство і юність
Грегорі Бейтсон народився 9 травня 1904 року в селі Гранчестер недалеко від Кембриджу, Англія. Він був третім і молодшим сином (Кароліни) Беатріс Дарем і генетика Вільяма Бейтсона. Його назвали Григорієм на честь Грегора Менделя. З 1917 року по 1921 Грегорі Бейтсон навчається в Чартерхаус-Скул (одна з дев'яти найстаріших престижних привілейованих чоловічих середніх шкіл). і потім переводиться в Сент-Джонс Коледж Кембриджського університету, де вивчає природознавство. Він отримує диплом в 1925 році, у віці 21 року.

### Діяльність в Кембриджі
Через деякий час Бейтсон вирішує почати вивчати антропологію і повертається в Кембридж. Тут він читає лекції по лінгвістиці під керівництвом Альфреда Реджіналда Редкліффа-Брауна. У 1930 році отримує ступінь магістра.

### Подорож
Бейтсон читав лекції з лінгвістики в Університеті Сіднея в 1928 році. З 1931 по 1937 рік він був членом коледжу Святого Іоана.
Після отримання ступеня Бейтсон відправляється на 2 роки в Нову Гвінею. Тут він знайомиться зі своєю майбутньою дружиною, Маргарет Мід. Також тут він пише книгу під назвою «Naven» про плем'я ятмулів, яке живе в Новій Гвінеї. Книга була опублікована в 1936 році.
Завершивши дослідження в Новій Гвінеї, він хдійснює подорож по США, читаючи лекції на різні теми в безлічі різних вузів Америки. Бейтсон починає вивчати кібернетику з Норбертом Вінером і Джоном фон Нейманном. Нове поле задовільнило інтерес Бейтсона в питаннях комунікації між індивідумами.

### Від переїзду в США до кінця життя
У 1941 році Бейтсон працює в якості аналітика німецьких пропагандистських фільмів в Музеї сучасного мистецтва в Нью-Йорку. Потім він працює в Управлінні стратегічних служб, читає лекції в Колумбійському університеті, служить в Китаї, Бірмі, Цейлоні та Індії в якості викладача. Після війни протягом довгого часу читає лекції в Гарвардському університеті в якості запрошеного фахівця.
У 1956 році Грегорі Бейтсон отримує громадянство Сполучених Штатів Америки.
Через деякий час Бейтсон на рік їде в Сан-Франциско для вивчення процесів комунікації.

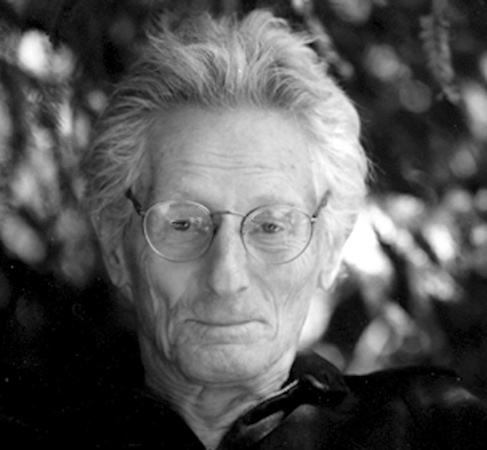
Джон Ліллі, відомий нейробіолог і друг Грегорі Бейтсона.

У період з 1963 по 1964 рік, на запрошення Джона Ліллі, працює директором Інституту дослідження комунікацій у Сент-Томасі на Віргінських островах.
З 1964 по 1972 рік працює директором Океанічного інституту (Гаваї), куди його запросив Тейлор Прайор. Протягом цього періоду він досліджував процес комунікації між дельфінами — тему, що досі викликає багато запитань. Йому не вдалося просунутися у своїх дослідженнях так далеко, як він хотів.
Грегорі Бейтсон помер 4 липня 1980 року в Сан-Франциско у віці 76 років.

## Наукова діяльність і спадщина
Багато людей, в тому числі і відомі вчені, вважають Бейтсона культовою фігурою, чому сприяли його загадковість, ексцентричність і широта інтересів. Бейтсон був фахівцем у безлічі дисциплін: він піднімав питання кібернетики і зоопсихології, етнології і культурної антропології, психології і психіатрії. Фізик Фрітьоф Капра у книзі «Уроки Мудрості», писав, що «майбутні історики вважатимуть Грегорі Бейтсона одним з найбільш впливових мислителів нашого часу. Унікальність його мислення пов'язана з широтою та узагальненістю. У часи, що характеризуються розподілом і надспеціалізацією, Бейтсон протиставив основним передумовам і методам різних наук пошук патернів, що лежать за патернами, і процесів, що лежать в основі структур».
За власним визнанням Бейтсона, роботи його часто неправильно тлумачаться, чому сприяє і незвичність його стилю. Бейтсон не відрізнявся любов'ю до сучасних академічних стандартатів наукового стилю, і його роботи часто були оформлені у вигляді есе, а не наукових робіт; у своїх працях він застосовує безліч метафор, а вибір джерел, як правило, можна вважати нестандартним з точки зору консервативної науки (наприклад, він міг цитувати поетів минулого і ігнорувати свіжі наукові дослідження). Незважаючи ні на що, багато людей розглядають його роботи як джерело вельми оригінальних думок, варте ретельного читання.
Найбільш значущі для Бейтсона і часто згадувані ним автори і ідеї: Ж.-Б. Ламарк, У. Блейк, С. Батлер, Б. Рассел (теорія логічних типів), К. Р. Юнг («Сім проповідей мертвим»), А. Коржибски («Карта не є територія»), Р. Дж. Коллінгвуд.
Серед найбільш відомих фраз, котрі часто вживалися Бейтсоном і відображають його світогляд, були наступні:
- «Число відрізняється від кількості»,
- «Карта не є територія» і «Ім'я не є названим ним предметом» (Альфред Коржибски),
- «Логіка — погана модель для причини і наслідку».

### «Подвійне послання»
Грегорі Бейтсон найбільш відомий розробкою теорії «подвійного послання» (англ. double bind). Подвійне послання — комунікативний парадокс, вперше описаний в контексті вивчення шизофренії. Для повноцінного подвійного послання необхідно дотримання ряду умов:
1. Жертва подвійного послання сприймає суперечливі вказівки або емоційні послання на різних рівнях комунікації (наприклад, на словах виражається любов, а невербальна поведінка, або «метаповідомлення», висловлює ненависть; або дитині пропонують говорити вільно, але критикують або змушують замовкнути коден раз, коли вона так робить).
2. Неможливість метакомунікації. Наприклад, диференціювання двох послань, визначення комунікації як такої, що не піддається розумінню.
3. Жертва не здатна припинити спілкування.
4. Нездатність виконати суперечливі директиви карається (наприклад, припиненням вираження любові).

Подвійне послання спочатку пропонувалося в якості пояснення частини проблеми етіології шизофренії. Зараз більш значимим є його вплив як приклад підходу Бейтсона до складнощів комунікації.

### Епістемологія
Ключові для Бейтсона філософські питання зачіпають відношення «організм — середовище» і «свідомість — несвідоме». Бейтсон вважає, що західна цивілізація пішла, по-перше, шляхом вознесення індивіда, в збиток його існування в цілісності і рівновазі з середовищем і, по-друге, шляхом гіпертрофії свідомості, в збиток взаємодії і рівноваги свідомих і несвідомих (мистецтво, релігія тощо) форм психічної діяльності.
Так, що стосується відношення «організм — середовище», Бейтсон наполягає на тому, що «ментальний світ — розум, світ обробки інформації — не обмежується шкірою»: розум іманентний [Архівовано 6 жовтня 2019 у Wayback Machine.] не лише тілу, але й інформаційним потокам поза ним. Точно так само біологічною одиницею виживання при природному відборі є не організм або безліч організмів, як у дарвінівської теорії еволюції (такий підхід веде організм до розбалансованості відносин з навколишнім середовищем, його руйнуванню, а з ним — і самого організму), але «гнучка система „організм у навколишньому середовищі“». Розум іманентний [Архівовано 6 жовтня 2019 у Wayback Machine.] не індивіду, а екосистемі або еволюційній структурі в цілому.
Бейтсон називав одиницею розуму відмінність і визначав мінімальну інформативну зміну як «небайдужу відмінність» (a difference that makes a difference).

### Кібернетика
В коло інтересів Бейтсона входили теорія систем і кібернетика, одним із засновників якої він вважається (Бейтсон був у числі засновників дисципліни). У процесі роботи Бейтсон зосередився на співвідношенні кібернетики і теорії систем з епістемологією.

### Вплив на психотерапію
Грегорі Бейтсон сприяв виникненню кількох шкіл психотерапії, включаючи псевдонаукові «антипсихіатрію» (Рональд Лейнг та ін.) і нейролінгвістичне програмування (НЛП). Бейтсон виступив наставником засновників НЛП Річарда Бэндлера і Джона Гріндера, та познайомив їх з психотерапевтом Мілтоном Еріксоном, котрий використовував так званий «м'який» (еріксонівський) гіпноз для своїх психотерапевтичних сесій.

### Термінологія Бейтсона
- Абдукція — метод порівняння патернів відносин та їх симетрії і асиметрії (як, наприклад, у порівняльній анатомії), особливо в комплексних органічних або психічних системах. Бейтсон використовував цей термін для позначення третього методу науки (поряд з індукцією і дедукцією) і розглядав її як центральну ланку свого якісного і цілісного (холістичного) підходу.

- Критерії розуму:

1. Розум є сукупність взаємодіючих частин або компонентів.
2. Взаємодія між частинами розуму викликається різницею.
3. Для психічних процесів необхідна колатеральна енергія.
4. Для психічних процесів необхідні замкнуті (або більш складні) ланцюги детермінації.
5. У психічних процесах ефекти відмінності (диференціації) розглядаються як трансформи (тобто закодовані версії) відмінностей, які їм передували.
6. Опис та класифікація даних процесів трансформації виявляють ієрархію логічних типів, властивих явищу.

- Креатура і Плерома — запозичені у Карла Юнга («Сім проповідей мертвим» — «Septem Sermones ad Mortuos») гностичні терміни, порівнянні з концепцією майя в індуїзмі. Основна ідея в їх розрізненні полягає в тому, що зміст і організація проектуються у світ. Плерома — неживий світ, недиференційований суб'єктом, світ фізичних взаємодій; креатура — живий світ, світ думки і мови, де явища визначаються відмітними ознаками, відмінностями та інформацією.[11]

Бейтсон піддав критиці фундаментальну протилежність форми і сутності. Недоліком природничих наук Бэйтсон вважав зведення справжньої дійсності до чистої субстанції, і віднесення форми, відповідно до явища як эпіфеномена. Ця протилежність є неочевидним наслідком помилкового протиставлення розуму і природи. Розум іманентний системі взаємодії організм-середовище, в якій неможливо провести чітку межу між індивідом і зовнішнім природним середовищем. Відношення між розумом і середовищем Бэйтсон ілюструє зв'язком креатури (живе) і плероми (неживе), як її описав у своїх гностичних роздумах Карл Юнг. Плерома описується як світ сил і зіткнень, але в ньому відсутні відмінності, екологія цього світу — це екологія матеріалів і енергії. Світ креатури — це різниці та відмінності, які і здійснюють вплив. Екологія світу креатури — це екологія ідей.

## Роботи вченого
Книги наведені в хронологічному порядку видання (вказані перші видання книг).
Видані за життя
1. Bateson G. Naven: A Survey of the Problems suggested by a Composite Picture of the Culture of a New Guinea Tribe drawn from Three Points of View. — 1936.
2. Bateson G., Mead M. Balinese Character: A Photographic Analysis. — New York Academy of Sciences, 1942. — ISBN 0-89072-780-5.
3. Ruesch J., Bateson G. Communication: The Social Matrix of Psychiatry. — 1951.
4. Bateson G. Steps to an Ecology of Mind: Collected Essays in Anthropology, Psychiatry, Evolution, and Epistemology. — New York: Ballantine Books, 1972.
5. Bateson G. Mind and Nature: A Necessary Unity (Advances in Systems Theory, Complexity, and the Human Sciences). — Hampton Press, 1979. — ISBN 1-57273-434-5.

Видані після смерті
1. Bateson G., Bateson M. C. Angels Fear: Towards an Epistemology of the Sacred. — Toronto: Bantam Books, 1987.
2. Bateson G., Donaldson R. E. A Sacred Unity: Further Steps to an Ecology of Mind. — Harper Collins, 1991. — 346 p. — ISBN 0-06-250100-3, ISBN 978-0-06-250100-4.

## Фільми
- «Trance and Dance in Bali»[en](англ.) (Маргарет Мід і Грегорі Бейтсон)